# عثمان بن سعید سجستانی
ابوسعید عثمان بن سعید بن خالد دارمی تمیمی سجستانی سجزی در سال ۲۰۰ ه‍.ق در شهر هرات زاده شد و رشد یافت و در پی تحصیل برآمد.
رجال‌نویسان اهل سنت او را آشنا به احکام، توانا در مناظره، مورد قبول مردم عصر خویش، محدثی ثقه و متکلم معرفی کرده و گفته‌اند: برای کسب حدیث و معارف دینی به مناطق زیادی سفر کرد.
او برای فراگیری حدیث به مصر، بصره، کوفه، بغداد، شام، دمشق و حجاز سفر کرد.
گفته شده که دارمی در ۲۷۳ به جرجان سفر کرده و در آنجا به نقل حدیث پرداخته است.
ادبیات را نزد ابن اعرابی، و فقه را نزد ابویعقوب بویطی فرا گرفت. از احمد بن حنبل، علی مدینی، اسحاق بن راهویه و یحیی بن معین حدیث آموخت. احمد بن محمد حیری، مؤمل بن حسن ماسرجسی، احمد بن محمد ازهری، عنبری و محمد بن اسحاق هروی از او روایت کرده‌اند.
وی بر این باور بود که اگر کسی احادیث شعبه، سفیان، مالک و حماد بن زید را روایت نکند، در علم حدیث شکست خورده است به این معنا که در واقع آن فرد محدثی حافظ و برجسته نخواهد بود. دارمی در سال ۲۸۰ هـ از دنیا رفت.

## آثار
آثار او عبارت‌اند از: المسند الکبیر الرد علی الجهمیه و کتاب فی الرد علی بشر المریسی فیما ابتدعه من التأویل لمذهب الجهمیه.